# فارينغدون (محطة مترو أنفاق لندن)
فارينغدون (بالإنجليزية: Farringdon)‏ هي إحدى محطات مترو أنفاق لندن. تقع على خط ميتروبوليتان وسيركيل وهامرسميث وسيتي أفتتحت في المنطقة (Zone) رقم 1 أفتتحت في 10 يناير 1863. 